# Tiberius Claudius Atticus Herodes
Tiberius Claudius Atticus Herodes, né en 65, est un éminent noble grec d'Athènes puis sénateur romain et consul suffect en 132. Il est le père du célèbre Hérode Atticus.

## Biographie

### Famille
Sa famille, Céryce athénienne, est immensément riche et prétend descendre de Miltiade et Cimon, et même du héros Éaque.
Son arrière-grand-père est un homme appelé Polycharmus (vers -40 - après 14). Son grand-père, Tiberius Claudius Herodes, à reçu la citoyenneté romaine de la part de Claude, entre 41 et 54. Son père est Tiberius Claudius Hipparchus, né en 40, un banquier renommé pour sa richesse.
De son vivant, Hipparchus est considéré comme l'un des hommes les plus riches de l'Empire romain, étant réputé posséder une centaine de millions de sesterces. Cette réputation est évidente dans une ligne de Suétone :

« Il va jusqu’à louer Salvius Liberalis d’avoir osé dire, en défendant un riche client : “Qu’importe à César qu’Hipparque possède cent millions de sesterces ?” »

— Suétone, Vie des douze Césars, Vespasien, 13, 3.
Cependant, sa fortune conduit finalement à la chute d’Hipparchus. Sous le règne de Domitien, soit en 92 soit en 93, l'empereur ordonne les proscriptions d'un grand nombre de riches personnages. Le père de Claudius Atticus semble avoir été accusé d'avoir tenté de former un régime extra-constitutionnel à Athènes. Par conséquent sa fortune et ses biens sont confisqués, et sur l'ordre de Domitien, Hipparchus est soit exécuté soit exilé.
Sa sœur s'appelle Claudia Alcia et épouse l'aristocrate athénien Publius Vibullius Rufus.

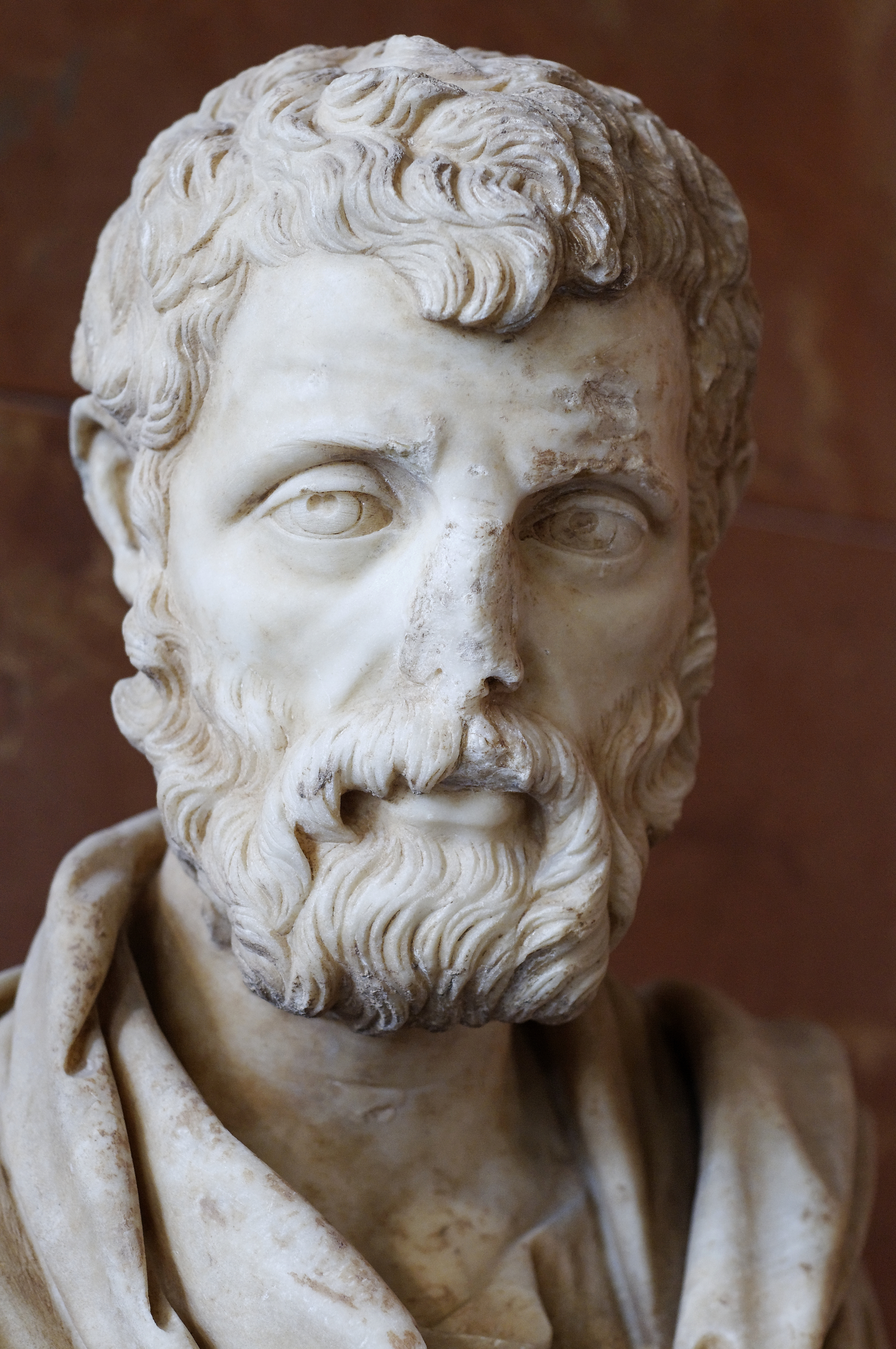
Buste d'Hérode Atticus, vers 161 apr. J.-C., musée du Louvre.

Claudius Atticus épouse Vibullia Alcia Agrippina, sa nièce, car la fille de sa sœur Claudia Alcia,,. Elle donne naissance à trois enfants, Lucius Vibullius Hipparchus Tiberius Claudius Atticus Herodes, connu sous le nom de Hérode Atticus, né en 101 et mort en 177, consul éponyme en 143, Tiberius Claudius Atticus Herodianus et Claudia Tisamenis
Hérode Atticus et sa femme, la noble romaine Aspasia Annia Regilla, érigent un grand nymphée extérieur à Olympie. La fontaine monumentale comprend des statues et honore les membres de la famille impériale régnante, proches de Hérode Atticus et de sa femme. Parmi les statues, il y a un buste de Claudius Atticus, maintenant exposé au musée archéologique d'Olympie.

### Carrière
En 96-97, dans une maison que Claudius Atticus possède près du théâtre de Dionysos à Athènes, il trouve un trésor immense,,. Par précaution, il écrit une lettre à l'empereur romain Nerva pour l'informer et lui demander ce qu'il doit faire de ce trésor, sans en préciser la valeur inestimable. Nerva répond par une lettre indiquant : « Dispose de ce que tu as trouvé, ». Cependant, Claudius Atticus écrit à nouveau à Nerva, affirmant que cette découverte est au-delà de son statut, à laquelle Nerva répond : « Alors abuses de ton aubaine, car cela t'appartient, ». Il est fort possible que ce trésor soit caché par Hipparchus pendant les proscriptions de Domitien. Avec ce trésor, Claudius Atticus restaure l'influence et le prestige de sa famille,,.
En 98, en utilisant l'argent de ce trésor, Claudius Atticus entre au Sénat romain avec le rang d'ex-préteur et nommé archiereus, c'est-à-dire grand-prêtre du culte impérial.
Claudius Atticus sert comme consul suffect en l'an 132, devenant le premier noble originaire de la Grèce antique à accéder à ce poste, ce qui est déjà probablement le cas comme sénateur romain aussi.
Dans son testament, il lègue à chaque citoyen d'Athènes une rente annuelle, que son fils proposera ensuite d'échanger contre cinq fois la somme mais en une seule et unique fois.